# Bisfosfoglicerato mutase
Bifosfoglicerato mutase (BPM – acrônimo inglês) catalisa a conversão de 1,3-bifosfoglicerato a 2,3-bifosfoglicerato. Esta enzima não deve ser confundida com a fosfoglicerato mutase a qual se mostra importante na glicólise .
O 1,3-bifosfoglicerato é um importante intermediário na glicolise, isso não é verdade para o 2,3-bifosfoglicerato. Este por sua vez tem um importante papel nos eritrócitos onde age como inibidor alostérico da hemoglobina. A ligação do 2,3 bifosfoglicerato diminui a afinidade que a hemoglobina tem pelo oxigênio e facilita a transferência do O2 para o tecido. Portanto, nos eritrócitos, a BPGM mostra um importante papel direcionando 20% do fluxo glicolitico para a formação de 2,3 bifosfoglicerato a fim de me manter uma concentração semelhante a da hemoglobina paro o correto desempenho fisiológico. O excesso de 2,3 bifosfoglicerato re-entra na via glicolitica através de uma fosfatase que o converte em 3-fosfoglicerato.